# Rosemary Standley
Rosemary Standley est une chanteuse, musicienne et actrice franco-américaine, née le 27 juillet 1979 dans le 13e arrondissement de Paris.
Chanteuse du groupe Moriarty depuis 1999, Rosemary Standley mène plusieurs projets en parallèle. Elle chante dans plusieurs spectacles musicaux et enregistre des albums avec The Lightnin 3, Dom La Nena et l'ensemble Helstroffer.

## Biographie

### Jeunesse et formation artistique
Rosemary Standley naît à Paris en 1979. Elle passe ses vacances en Bretagne chez ses grands parents maternels. Sa mère, Sylvie L'Hénoret, originaire de Quimper, est correctrice de presse et travaille au quotidien Le Monde. C'est à Paris qu'elle rencontre le père de Rosemary, Wayne Standley, un musicien folk originaire de l'Ohio. C'est lui qui initie leur fille au chant durant son enfance. Par la suite, Rosemary Standley étudie les arts plastiques à la Sorbonne puis entre au conservatoire du 20e arrondissement de Paris pour y travailler le chant lyrique auprès de Sylvie Sullé.

### Moriarty
Rosemary Standley fait partie du groupe Johnny Cash Revival avant de rejoindre Moriarty en 1999,. Leur 1er album, Gee Whiz But This Is a Lonesome Town, sorti en 2007, se vend à 150 000 exemplaires.

### Birds on a Wire
En 2012, elle crée le duo Birds on a Wire avec Dom La Nena, violoncelliste et chanteuse brésilienne. Un premier album de reprises, intitulé Birds on a Wire, sort en 2014.
En 2020, le duo sort un nouvel album de reprises, Ramages, et entame une tournée à travers la France.

### Autres activités

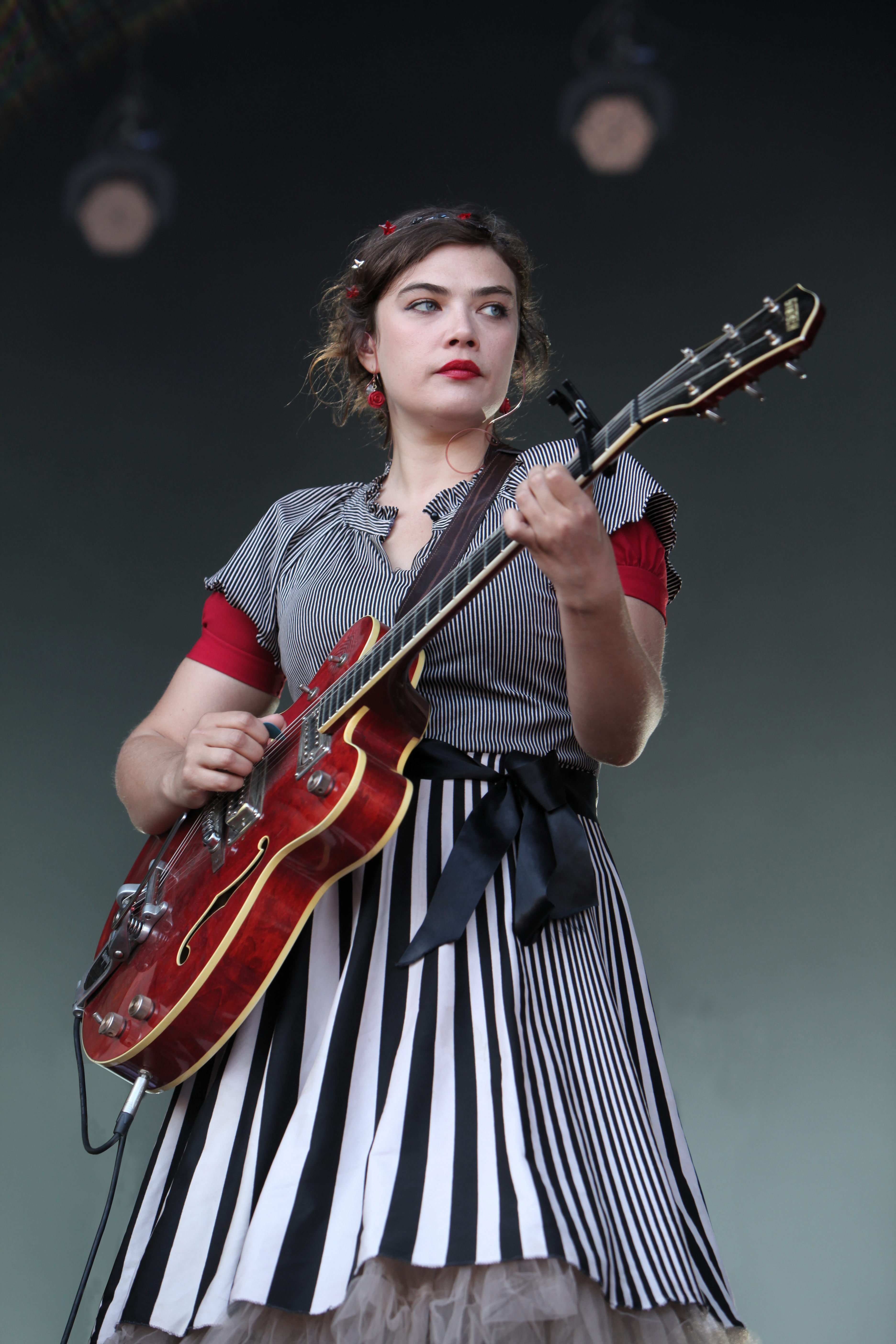
Rosemary Standley en 2011.

Rosemary Standley chante dans Private Domain, spectacle de la chef d'orchestre Laurence Equilbey, dite Iko, réunissant des musiciens de différents horizons, créé en 2009 dans le cadre du Printemps de Bourges. En 2010, Camille, Jeanne Cherhal, Emily Loizeau, Olivia Ruiz, La Grande Sophie et Rosemary Standley se produisent au Printemps de Bourges sous le nom Les Françoises. Leur spectacle est arrangé par Édith Fambuena et mis en scène par Juliette Deschamps.
Avec Brisa Roché et Ndidi Onukwulu, elle participe au projet The Lightnin 3. En 2012, le trio enregistre Morning, Noon & Night, un album de reprises réalisé par Toby Dammit, et se produit notamment au Café de la Danse. En 2013, elle chante dans le spectacle musical A Queen of Heart mis en scène par Juliette Deschamps. Il est créé en septembre au théâtre de la Bastille. La chanteuse et le pianiste Sylvain Griotto, qui l'accompagne, partent ensuite en tournée.
L'année suivante, Rosemary Standley enregistre l'album Love I Obey avec l'ensemble Helstroffer, qu'elle accompagne en tournée. En 2016, elle participe à la sortie de deux albums : A queen of hearts, avec Sylvain Griotto et Juliette Deschamps et Zanz in Lanfer, avec le Wati Watia Zorey Band, un projet en hommage à Alain Péters, fondé notamment avec Marjolaine Karlin.
En 2019, elle joue et chante dans la pièce Lewis versus Alice de Macha Makeïeff lors du festival d'Avignon.
Le 11 septembre 2020 est sorti l'album Schubert in Love en collaboration avec Johan Farjot, qui prend en charge les arrangements. Rosemary Standley assure la partie lyrique avec des participations de la soprano Sandrine Piau sur 3 pistes.
En 2023, elle joue le rôle-titre de Carmen. de François Gremaud (d'après l'opéra de Bizet) au Théâtre de Vidy-Lausanne, au Printemps des comédiens de Montpellier et au Théâtre du Jorat. 2024 voit la reprise de Carmen. en tournée française et belge.

## Discographie

### Albums

#### Moriarty
- 2007 : Gee Whiz But This Is a Lonesome Town (Naïve Records)
- 2011 : The Missing Room (Air Rytmo)
- 2013 : Fugitives (Air Rytmo)
- 2015 : Epitaph
- 2017 : Echoes from the Borderline (live)

#### The Lightnin 3
- 2012 : Morning, Noon & Night (True Velvet Records)

#### Wati Watia Zorey Band
Le Wati Watia Zorey Band est composé de Rosemary Standley, Marjolaine Karlin, Arthur B Gillette, Thomas Puéchavy, Rémi Sciuto et Salvador Douézy.

#### Rosemary Standley & Ensemble Contraste
- 2020 : Schubert in Love (Alpha Classics)

### Participations
- 2013 : Les Amants parallèles de Vincent Delerm - Robes[19],[20]
- 2013 : Psychopharmaka de Rodolphe Burger[21]
- 2014 : Histoire de J. de Jeanne Cherhal - Quand c'est non c'est non[22]
- 2016 : Autour de Chet[23]
- 2017 : Au café du canal (La Tribu de Pierre Perret) - L'Oiseau dans l'allée[24] avec Danyèl Waro et Jidé Hoareau
- 2019 : Clameurs de Hamon Martin Quintet[25]
- 2021 : La Chanson de Prévert sur l'album Les Pianos de Gainsbourg (André Manoukian)
- 2021 : Noël en Bretagne, album collectif avec Denez Prigent, Annie Ebrel, Mathieu Hamon, Aziliz Manrow…

## Filmographie
Sauf indication contraire, les informations mentionnées dans cette section peuvent être confirmées par la base de données cinématographiques IMDb,  présente dans la section « Liens externes ».
- 2015 : Harmonies (court métrage) d'Eurydice Calméjane-Course : Laura
- 2022 : Annie colère de Blandine Lenoir : Monique
- 2024 : Camping du Lac d'Éléonore Saintagnan : Mary-Rose